# La velocità del buio
La velocità del buio (The Speed of Dark) è un romanzo di fantascienza scritto da Elizabeth Moon pubblicato nel 2002, vincitore del premio Nebula per il miglior romanzo 2003.

## Trama
Lou Arrendale è un dipendente di una società farmaceutica, nonostante sia affetto da autismo egli conduce una vita che definisce soddisfacente nel proprio isolamento. Un giorno il suo datore di lavoro lo pone di fronte alla scelta di sottoporsi ad una cura pena la perdita dell'impiego. Lou ed i suoi "simili" devono cercare una strategia per evitare di sottoporsi alla pericolosa terapia.

## Riconoscimenti
- Vincitore Premio Nebula per il miglior romanzo 2003
- Finalista Premio Arthur C. Clarke 2003

## Edizioni
- Elizabeth Moon, The Speed of Dark, 2002.
- Elizabeth Moon, La velocità del buio, traduzione di A. M. Francavilla, Urania 1495, Arnoldo Mondadori Editore, 2005.